# 엘르아살

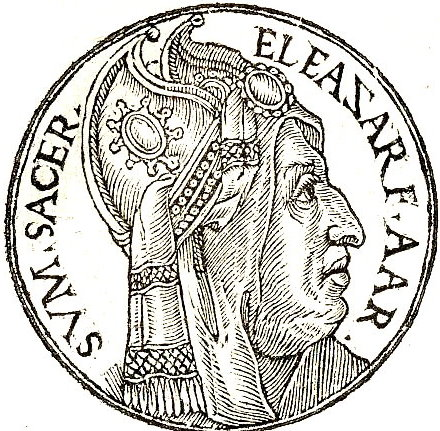

엘르아살(/ɛliˈeɪzər/; 히브리어: אֶלְעָזָר , 현대어: ʼElʽazar, 티베리아어: ʼElʽāzār, "엘이 도왔다", Elʽazar)는 히브리어 성경에서 사제로, 아버지 아론이 죽은 후 그의 뒤를 이은 두 번째 대제사장이다. 모세의 조카였다.

## 성경 이야기
엘르아살은 출애굽 과정에서 고라의 회중의 화로로 제단의 판금을 만드는 것부터 붉은 암송아지 의식을 수행하는 것까지 다양한 역할을 수행했다. 그의 형 나답과 아비후가 죽은 후에 그와 그의 동생 이다말이 성소를 다스리는 일을 맡게 되었다. 부디엘의 딸인 그의 아내는 그에게 비느하스를 낳았고, 그는 나중에 그를 이어 대제사장이 되었다.
레위기 10장 16~18절에는 모세가 엘르아살과 이다말에게 화를 냈던 사건이 기록되어 있다. 이는 레위기의 이전 장에서 제시된 제사장의 몫에 관한 규정에 따라 그들이 이스라엘 자손을 위하여 드린 제물에 대하여 성막 안에서 속죄 제물을 먹지 않았기 때문이다.
이스라엘 백성이 출애굽하는 동안 광야를 지날 때 엘르아살은 등잔대 기름과 분향할 향과 매일 드리는 소제물과 관유를 운반하는 일과 레위 지파의 고핫 지파에 의해 운반된 언약궤와 진설병 상과 제단과 성막의 기구를 운반하는 일을 감독하는 일을 맡았다. 민수기 16장에 기록된 모세의 지도력에 대한 반역 이후, 엘르아살은 반역자들의 놋 향로를 가져다가 두드려서 제단의 덮개를 만들어 실패한 반역과 아론 가문의 제사장 직분 제한을 상기시키는 역할을 하는 임무를 맡았다.
호르산에서 그는 모세가 아론이 죽기 전에 그의 아버지 아론에게서 가져다가 그의 아버지를 이어 대제사장의 직분을 맡은 그에게 입힌 거룩한 의복을 입었다. 엘르아살은 20년 이상 대제사장 직분을 맡았다. 그는 모세와 함께 백성을 계수하고 여호수아의 취임식을 도왔다.
그는 정복 후 땅의 분배를 도왔다. 그가 죽었을 때 그는 "에브라임 산간 지방에 있는 그의 아들 비느하스에게 할당된 땅인 기브아에 장사"되었다. 성경에 나오는 비느하스 언덕은 현재 웨스트 뱅크의 사마리아 지역에 있는 아와르타 마을의 위치와 관련이 있다.
대제사장 직분은 엘리 시대까지 엘르아살의 가문에 남아 있었는데, 엘리의 가문으로 넘어갔다. 엘리는 엘르아살의 형제인 이다말의 후손이었다. 대제사장직은 아비아달가 솔로몬에 의해 쫓겨난 후 사독의 인격으로 엘르아살의 가족에게 회복되었다.